# Polígono industrial de Son Castelló

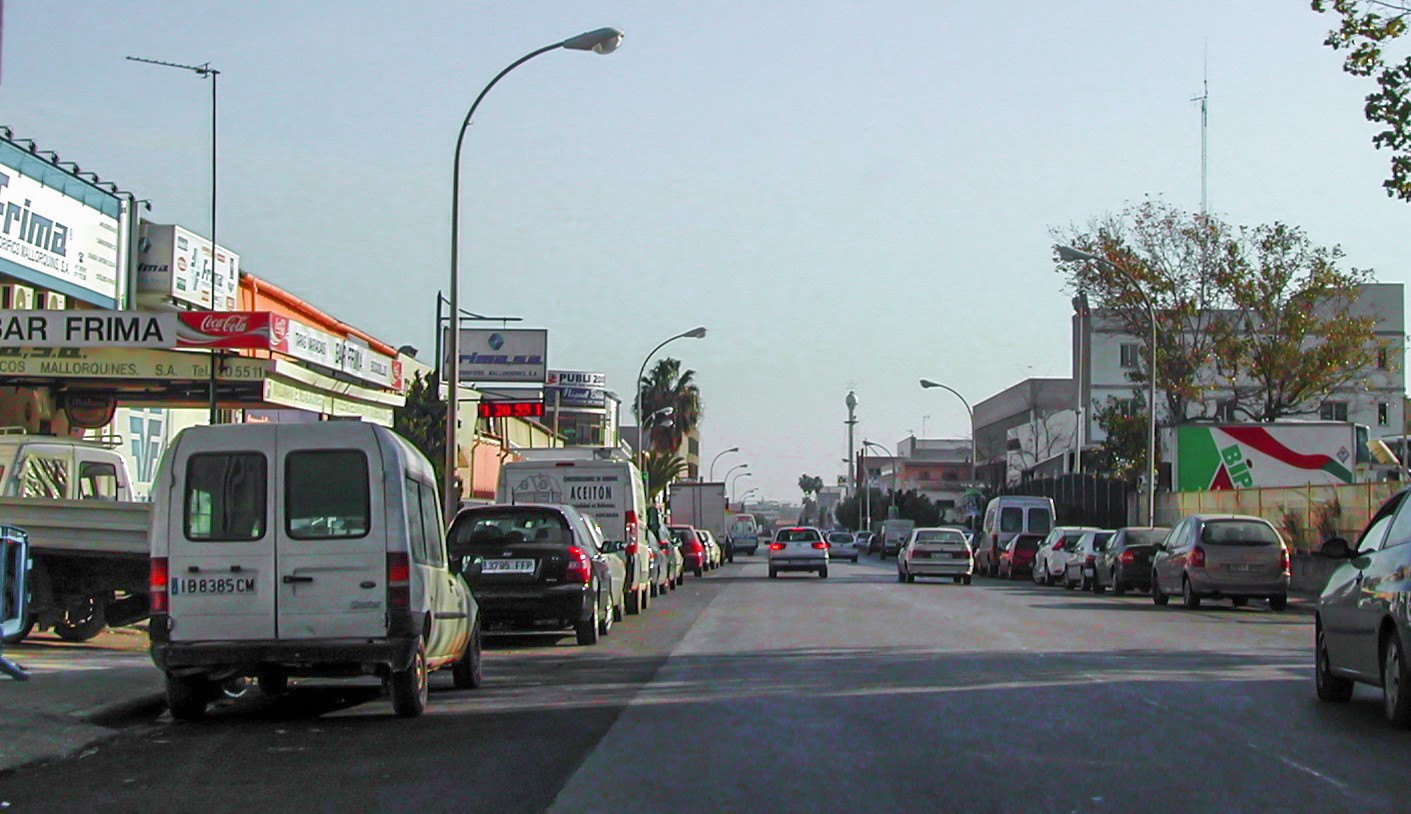
Avenida 16 de Juliol.

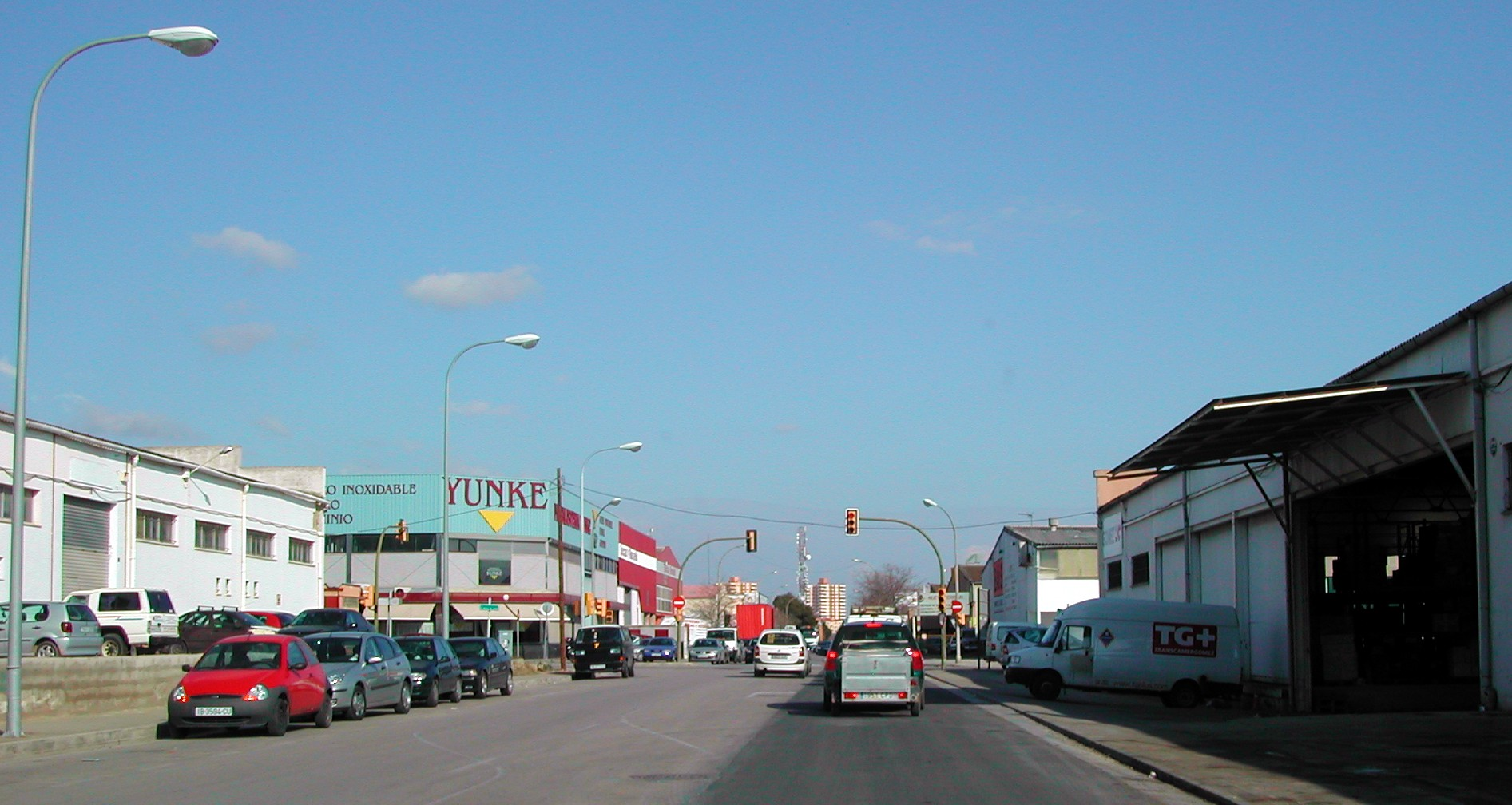
Calle del Gremi de Traginers.

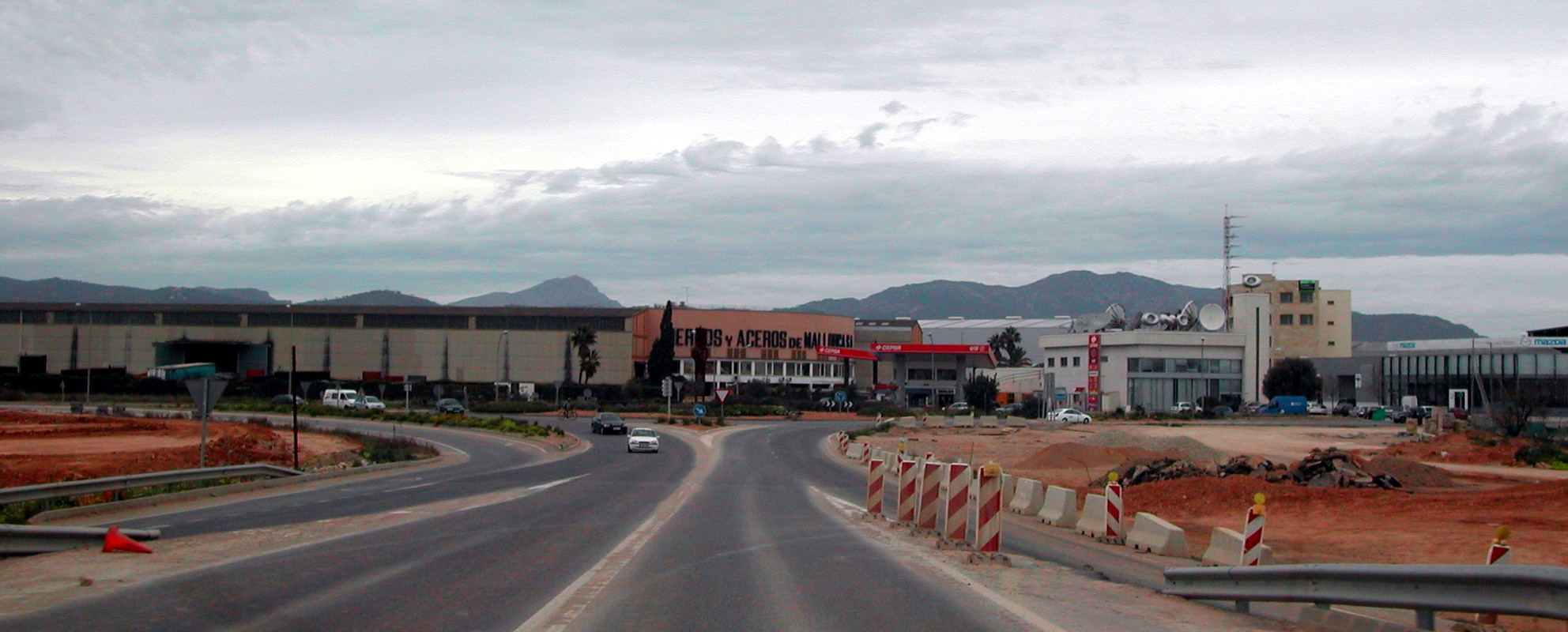
Entrada al polígono de Son Castelló desde la Ma-13.

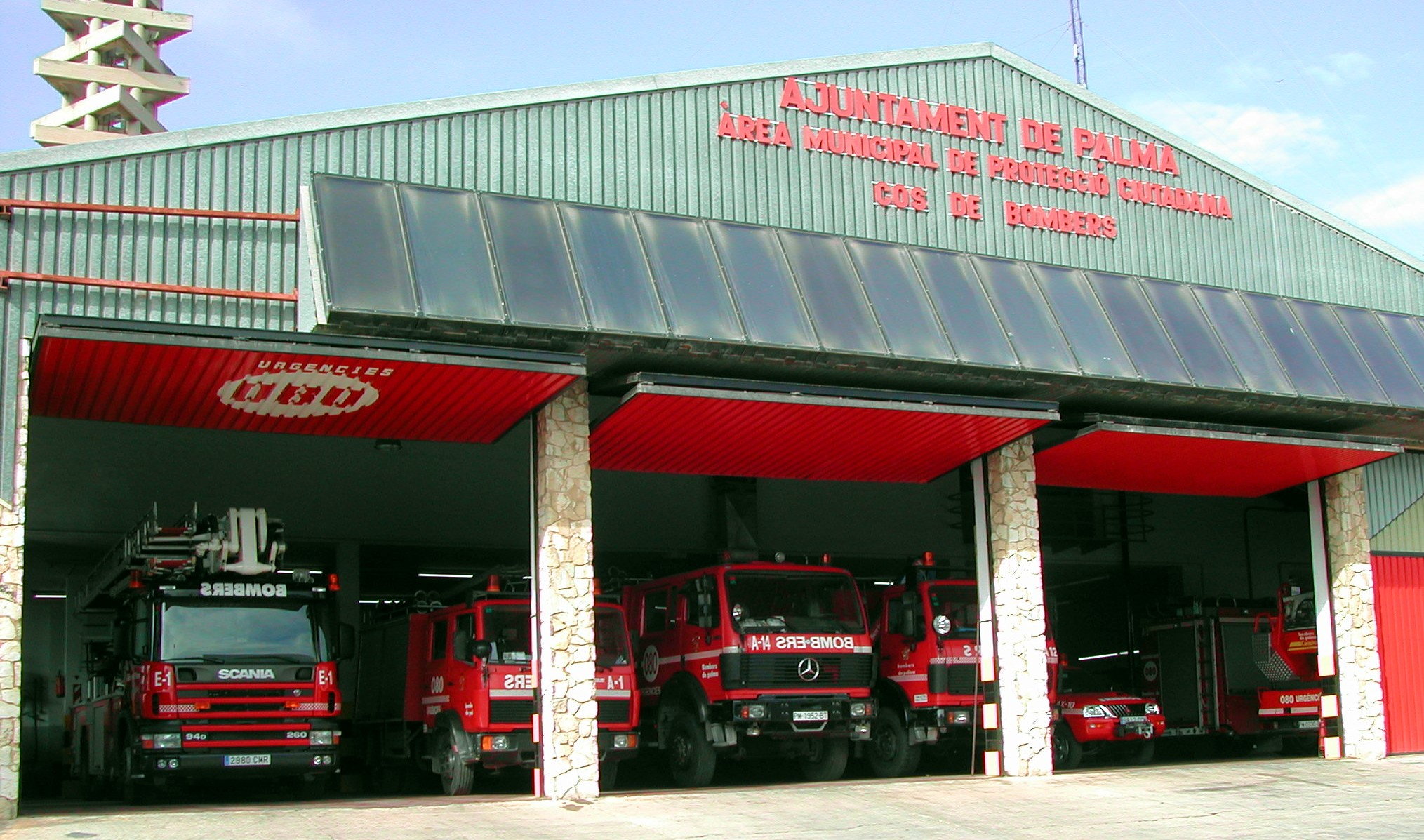
Estación del cuerpo de bomberos de Palma de Mallorca en Son Castelló.

El Polígono Industrial de Son Castelló se encuentra en la ciudad de Palma de Mallorca. En la actualidad es el polígono industrial más importante de las Islas Baleares junto al polígono de Can Valero. Fue inaugurado el 3 de noviembre de 1967.

## Historia
Su creación fue promovida por la Asociación de Industriales de Mallorca (ASIMA), creada en 1964 Inaugurado en 1967, fue el primer polígono industrial de iniciativa privada creado en España.
Los principales impulsores del proyecto fueron Ramón Esteban Fabra, Armando Esteban Fabra, Antonio Buades Fiol, Bartolomé Buades Fiol, Juan Pons Llabres, Francisco Garí Mir, Jaime Canudas, Juan Ramón Fiol, Tomás Darder Hevia, Juan Frau Tomás, Bartolomé Sastre, Cristóbal Gual, Pascual Moragón, Juan Roselló, Ángel Palacios y Damián Barceló Obrador como asesor jurídico.
Cuenta con una superficie de 2.300.000 metros cuadrados, en unos terrenos prácticamente llanos, en los que se han asentado aproximadamente unas 1200 empresas de servicios, comerciales e industriales, así como organismos oficiales como el SOIB, y diversas consejerías del Gobierno Balear. Entre las empresas más importantes situadas en el polígono destacan la cadena hotelera Sol Meliá, el grupo Iberostar, Viajes Iberia y las sedes centrales de TUI España.[cita requerida]
La construcción de este polígono industrial permitió el traslado de las industrias y almacenes situados en el casco antiguo de Palma de Mallorca al nuevo polígono, permitiendo su ampliación y modernización. 

## Denominación
La finca era propiedad de José Roses Montis. El polígono Son Castelló, inicialmente se denominó polígono la Victoria y posteriormente fue sustituido por el actual, topónimo original de una de las fincas más grandes que integraba el proyecto.
Sin embargo, oficialmente, la denominación correcta es la de "polígono Industrial Ramón Esteban Fabra", en memoria de Ramón Esteban Fabra, inspirador del proyecto. 
Todas las calles de este polígono a excepción de las dos principales, la Gran Vía Asima y la Avenida 16 de julio, llevan nombres de diferentes gremios.

## Transporte

### Autobús
En autobús queda conectado mediante las siguientes líneas de la EMT:
| Línea | Trayecto                      | Recorrido | Frecuencia |
| ----- | ----------------------------- | --------- | ---------- |
| 10    | Vía Sindicato - Son Castelló  | Recorrido | 10 minutos |
| 11    | Vía Sindicato - La Indioteria | Recorrido | 20 minutos |

### Metro
Queda conectado mediante las siguientes líneas de metro:
| Línea | Trayecto                      | Frecuencia      |
| ----- | ----------------------------- | --------------- |
| M1    | Plaza de España – Universidad | 15 - 30 minutos |